# Bob Cicherillo
Bob Cicherillo (ur. 1 grudnia 1965 r.) – amerykański kulturysta.

## Biogram
Treningi siłowe rozpoczął jako dwunastolatek, już rok później wystartował po raz pierwszy w zmaganiach kulturystycznych.
W roku 2000 w trakcie NPC USA Championships, po trzynastu latach konkurowania w zawodach dla amatorów, zdobył kartę profesjonalnego kulturysty. Za jego największy sukces uważa się zwycięstwo podczas IFBB Masters Pro World w 2006.
Współpracuje z portalem internetowym Bodybuilding.com.
Warunki fizyczne:
| - wzrost: 183 cm - waga w sezonie: 116-118 kg - waga poza sezonem: 127 kg | - klatka piersiowa: 147 cm - biceps: 57 cm - udo: 79 cm |

## Osiągi (wybór)
- 1981:
  - Natural America, kategoria zawodników nastoletnich − IV m-ce
- 1983:
  - AAU Mr New York State, kat. zawodników nastoletnich − całkowity zwycięzca
- 1987:
  - NPC Junior Nationals, kat. ciężka − całkowity zwycięzca
  - NPC Nationals, kat. ciężka − V m-ce
- 1988:
  - NPC USA Championships, kat. ciężka − VIII m-ce
- 1989:
  - NPC Nationals, kat. ciężka − IV m-ce
  - North American Championships, kat. ciężka − IV m-ce
  - NPC USA Championships, kat. ciężka − II m-ce
- 1990:
  - NPC Nationals, kat. lekkociężka − V m-ce
- 1993:
  - NPC USA Championships, kat. ciężka − VIII m-ce
- 1995:
  - NPC USA Championships, kat. ciężka − XV m-ce
- 1996:
  - NPC Nationals, kat. ciężka − VIII m-ce
- 1999:
  - NPC Nationals, kat. ciężka − II m-ce
- 2000:
  - NPC USA Championships, kat. superciężka − całkowity zwycięzca
- 2001:
  - Night of Champions − XI m-ce
  - Toronto Pro Invitational − V m-ce
- 2002:
  - Night of Champions − II m-ce
  - Mr. Olympia − XVIII m-ce
  - Show of Strength Pro Championship − VII m-ce
  - Southwest Pro Cup − II m-ce
- 2003:
  - Night of Champions − VI m-ce
- 2004:
  - Arnold Classic − XI m-ce
  - Ironman Pro Invitational − VIII m-ce
- 2005:
  - New York Pro Championships − VIII m-ce
  - San Francisco Pro Invitational − IX m-ce
- 2006:
  - Masters Pro World − I m-ce